# ديف إليوت (لاعب كرة قدم)
ديف إليوت (بالإنجليزية: Dave Elliott)‏ هو لاعب كرة قدم بريطاني في مركز الهجوم، ولد في 10 ديسمبر 1968 في غلاسكو في المملكة المتحدة. لعب مع نادي كيلمارنوك.